# 에밀리 사이먼스
에밀리 사이먼스(Emily Symons, 1969년 8월 10일 ~ )는 오스트레일리아의 배우이다.

## 출연 작품
- 안 오디언스 위드 조안 리버스 (2006)
- 홈 앤 어웨이 (1988)